# ペトラ・フォン・カントの苦い涙
『ペトラ・フォン・カントの苦い涙』（ペトラフォンカントのにがいなみだ、独: Die bitteren Tränen der Petra Von Kant, 英: The Bitter Tears of Petra von Kant）は、1972年の西ドイツの恋愛ドラマ映画。ライナー・ヴェルナー・ファスビンダーが1971年に書いた同題の5幕構成の戯曲を、ファスビンダー自らが監督・脚本を務めて映画化した作品で、出演はマーギット・カーステンゼン、ハンナ・シグラなど。
第22回ベルリン国際映画祭コンペティション部門出品作品。
イルム・ヘルマンに捧げられている（フィルム冒頭に「本作でマルレーネを演じる者に捧ぐ」という献辞がある）。
日本では劇場公開されていないが、2018年12月22日にDVDが発売された他、同日に発売された「ライナー・ヴェルナー・ファスビンダー Blu-ray BOX」にも収録されている。

## キャスト
- ペトラ・フォン・カント: マーギット・カーステンゼン（ドイツ語版） - ファッションデザイナー。
- カリン: ハンナ・シグラ - 自堕落で奔放な若い女性。
- シドニー: カトリン・シャーケ（ドイツ語版） - ペトラの友人。ペトラにカリンを紹介。
- ガブリエル: エファ・マッテス（ドイツ語版）
- ヴァレリー: ギーゼラ・ファッケルディ（ドイツ語版）
- マルレーネ: イルム・ヘルマン（ドイツ語版） - ペトラのアシスタント。

## 作品の評価
- 原作戯曲の舞台初演は不評であったと伝わるが、「翌年の映画化に際して、結末をドラマティックに変更したことにより、作品の印象が改善された」と評価されている[2]。

- Rotten Tomatoesによれば、26件の評論のうち高評価は88%にあたる23件で、平均点は10点満点中8点、批評家の一致した見解は「思い返せばさらに力強さを増す思慮深いドラマである『ペトラ・フォン・カントの苦い涙』は、人とのつながりを求めて苦悩する女性の姿を繊細に描いている。」となっている[6]。
- Metacriticによれば、9件の評論のうち、高評価は8件、賛否混在は1件、低評価はなく、平均点は100点満点中73点となっている[7]。

## リメイク
2022年にフランソワ・オゾン監督により、主人公2人を男性に置き換えて『苦い涙』としてリメイクされ、第72回ベルリン国際映画祭のオープニング作品として初上映された。主演はドゥニ・メノーシェ、ハリル・ベン・ガルビア。

## 備考
ルカ・グァダニーノ監督がメインキャスト全員を女優で固めて撮影した映画『サスペリア』（2018年）は、本作にオマージュを捧げているとされる。また同作は、ファスビンダー監督の元妻で作品にも多数出演した女優イングリット・カーフェンを寮母役として起用している。